# 最後震撼
最後震撼（日语：ラストインパクト），是日本純種競賽馬匹 。生涯活躍於中距離賽事，曾勝出金鯱賞、京都大賞典及小倉大賞典。

## 出賽前
2010年1月21日出生於北海道白老町白老牧場，成長途中於一口馬主俱樂部Silk Racing Co. Ltd.進行馬主募集。
其後交由栗東訓練中心練馬師松田博資訓練。

## 競賽生涯

### 2歲
2012年11月25日出戰京都競馬場2歲新馬戰，維持於第三的位置下於直路稍微透出，最終取得首勝。
其後出戰歐石楠賞，本次比賽繼續採用前置戰術，但於直路未能對前方的Meiner Maestro造成壓迫，最終以第二完賽。

### 3歲
2013年年初於如月賞取得第六後，以公開賽及條件戰為目標，最終於大寒櫻賞中取得勝利。
4月27日前往關東出戰青葉賞，比賽途中選擇於約莫第五、六的位置前進，最終於直路上被前方的平田震撼及音速動力壓制，以第三的戰績完賽。
其後進入休養，並於夏季復出出戰條件戰，於有松特別及新加坡賽馬公會盃中分別取得殿軍及冠軍。
秋季其以神戶新聞盃作為目標，採取後上戰術下未能於直路縮窄和前方賽駒的距離，最終以第七落敗。
縱然於神戶新聞盃中失利，陣營仍然安排其出戰菊花賞。比賽開始後，其於內欄位置以有遮擋的姿態進佔第四，於比賽途中維持穩定的節奏。進入直路後，其逐步展開加速，但未能取得太大優勢下以僅取得第四。

### 4歲
2014年，其於年初出戰松籟錦標，選擇以前置方式展開賽事下於直路輕鬆透出，最終以1馬位優勢取得勝利。
2月23日再度挑戰分級賽並以小倉大賞典作為目標，比賽途中於後方位置展開賽事下，於對面直路沿外檔位置不斷加速，通過彎道時經已進佔前方位置。進入直路後，其仍然於先頭位置維持穩定的衝刺，最終成功彈離對手以2 1/2馬位優勢取得首個分級賽冠軍。
其後增程挑戰日經賞，本次比賽維持於中團位置下於對面直路未有採用小倉大賞典時的戰術，而是沉穩地於馬群中央推進。進入直路後，其嘗試於中檔位置加速，雖然跑出不俗的末腳，但仍然未能追上凱旋芭蕾及被北港勇駿超越，取得第三的戰績。
然而於春季天皇賞中未能保持水準，直路急劇失速之下以第九落敗，夏季復出出戰小倉紀念亦僅跑獲第六。
1個月後緊接出戰新潟紀念，選擇維持於中後方位置下於通過最後彎道後才逐步透出，最終於新潟競馬場外圈賽道的較長直路上不斷追擊前方賽駒，跑獲一席第三。
10月14日以京都大賞典作為目標，本次比賽其於順利出閘的情況下維持於第三的位置，於比賽途中一直以緊盯邁向輝煌及玉藻至尊的方式前進。進入直路後，其順利超越力弱的邁向輝煌進佔第二的位置，並逐步由所在位置加速迫近前方的玉藻至尊，最終於纏鬥中壓贏對手下奪冠。
其後繼續於中距離戰線進發，出戰12月上旬的金鯱賞。被比賽開始後，其於約莫第六的位置展開推進，並於比賽途中一直進佔中團的位置。進入直路後，其逐步於馬群中央透出，不斷追擊前方賽駒下成功跑出優秀的末腳速度，最終在終點線前將前方的里見貴族超越取得勝利，亦以1分58.8秒的完賽時間打破中京競馬場草地2000米賽道紀錄。
12月下旬繼續出戰賽事並以有馬紀念作為目標，但因頻繁出賽導致狀態下滑，最終僅能取得第七的戰績。

### 5歲
2015年首戰直接選擇阪神大賞典，於其中雖然得以進佔中團有利位置等待時機，但於直路上未能超越前方透出的黃金船及有型露比，最終被兩名對手拉開以第三落敗。
其後出戰春季天皇賞亦出現同樣情況，後上不及之下未能超越對手，最終敗於黃金船、成名遊戲及機伶迷宮下以第四完賽。
完成以上賽事下後稍為進入休養，但復出出戰札幌紀念未能最大程度發揮跑獲第六，於秋季天皇賞中更以第十二大敗。
11月29日出戰日本盃，比賽初段其面對領放的機伶迷宮選擇保持自身節奏在中團位置推進，雖然於第三彎道時稍微發力，但通過第四彎道時再度後退。進入直路後，其閃入內欄位置逐步蠶食前方，待先行集團力弱失速下逐步透出，但仍然不敵中檔上前的湘南魔瓶，最終被對手以頸位差距壓制取得第二。
年末出戰有馬紀念，然而再度未能調整狀態，以第十二的戰績大敗。

### 6歲
2016年年初因為練馬師松田博資到達退休年齡，其被轉往角居勝彥馬房，並於3月以中山紀念作為首戰，於當中取得第三。
其後陣營安排其遠征阿聯酋，以杜拜司馬經典賽作為目標。比賽途中，其一直維持自身的節奏於馬群中央推進，於直路亦有不俗的表現，最終於容後再決及大鳴大放後方跑獲第三。
然而回國後其未能恢復以往的水準，取得三場賽事均未能取勝。

### 7歲
進入2017年，其仍然現役，但於本年度仍然未有任何優秀戰績。
11月26日於日本跑獲第十四後，陣營認為其狀態經已衰退，因而安排其退役。

### 詳細賽績
| 日期       | 舉辦國家 | 馬場 | 距離   | 級別 | 賽事名稱         | 負重 | 騎師     | 馬號 | 出馬 | 名次 | 時間     | 頭馬（二馬）        |
| ---------- | -------- | ---- | ------ | ---- | ---------------- | ---- | -------- | ---- | ---- | ---- | -------- | ------------------- |
| 25/11/2012 | 日本     | 京都 | 草2000 |      | 2歲新馬          | 55   | 川田將雅 | 5    | 10   | 1    | 2:03.2   | （Sunrise Silver）  |
| 9/12/2012  | 日本     | 阪神 | 草2000 |      | 歐石楠賞         | 55   | 野元昭嘉 | 8    | 11   | 2    | 2:04.9   | Meiner Maestro      |
| 3/2/2013   | 日本     | 京都 | 草1800 | GIII | 如月賞           | 56   | 池添謙一 | 9    | 08   | 6    | 1:49.3   | 玉藻至尊            |
| 24/2/2013  | 日本     | 阪神 | 草2200 | OP   | 堇賞             | 56   | 川田將雅 | 6    | 08   | 2    | 2:16.5   | Narita Pirates      |
| 23/3/2013  | 日本     | 中京 | 草2200 | 500  | 大寒櫻賞         | 56   | 北村友一 | 7    | 10   | 1    | 2:15.7   | （得獎者）          |
| 27/4/2013  | 日本     | 東京 | 草2400 | GII  | 青葉賞           | 56   | 北村友一 | 7    | 18   | 3    | 2:26.2   | 平田震撼            |
| 14/7/2013  | 日本     | 中京 | 草2000 |      | 有松特別         | 54   | 川田將雅 | 13   | 15   | 4    | 2:02.2   | Shigeru Sasaguri    |
| 11/8/2013  | 日本     | 小倉 | 草2000 |      | 新加坡賽馬公會盃 | 54   | 川田將雅 | 2    | 10   | 1    | 1:59.9   | （Queen Riviera）   |
| 22/9/2013  | 日本     | 阪神 | 草2400 | GII  | 神戶新聞盃       | 56   | 北村友一 | 2    | 18   | 7    | 2:25.8   | 神威啟示            |
| 20/10/2013 | 日本     | 京都 | 草3000 | GI   | 菊花賞           | 57   | 川田將雅 | 17   | 18   | 4    | 3:06.3   | 神威啟示            |
| 2/2/2014   | 日本     | 京都 | 草2400 |      | 松籟錦標         | 56   | 岩田康誠 | 4    | 11   | 1    | 2:31.2   | （Saffron Delight） |
| 23/2/2014  | 日本     | 小倉 | 草1800 | GIII | 小倉大賞典       | 55   | 川田將雅 | 4    | 15   | 1    | 1:45.3   | （Kahuna）          |
| 29/3/2014  | 日本     | 中山 | 草2500 | GII  | 日經賞           | 55   | 川田將雅 | 2    | 15   | 3    | 2:34.9   | 凱旋芭蕾            |
| 4/5/2014   | 日本     | 京都 | 草3200 | GI   | 春季天皇賞       | 58   | 川田將雅 | 11   | 18   | 9    | 3:15.7   | 超常駿驥            |
| 10/8/2014  | 日本     | 小倉 | 草2000 | GIII | 小倉紀念         | 57   | 川田將雅 | 14   | 14   | 6    | 2:01.2   | 里見貴族            |
| 7/9/2014   | 日本     | 新潟 | 草2000 | GIII | 新潟紀念         | 57   | 川田將雅 | 15   | 18   | 3    | 1:58.3   | 馬田鎮              |
| 14/10/2014 | 日本     | 京都 | 草2400 | GI   | 京都大賞典       | 56   | 川田將雅 | 7    | 12   | 1    | 2:24.2   | （玉藻至尊）        |
| 6/12/2014  | 日本     | 中京 | 草2000 | GII  | 金鯱賞           | 57   | 川田將雅 | 4    | 17   | 1    | 1:58.8   | （里見貴族）        |
| 28/12/2014 | 日本     | 中山 | 草2500 | GI   | 有馬紀念         | 57   | 菱田裕二 | 7    | 16   | 7    | 2:35.5   | 貴婦人              |
| 22/3/2015  | 日本     | 阪神 | 草3000 | GII  | 阪神大賞典       | 57   | 菱田裕二 | 1    | 10   | 3    | 3:06.6   | 黃金船              |
| 3/5/2015   | 日本     | 京都 | 草3200 | GI   | 春季天皇賞       | 58   | 川田將雅 | 4    | 17   | 4    | 3:14.9   | 黃金船              |
| 23/8/2015  | 日本     | 札幌 | 草2000 | GII  | 札幌紀念         | 57   | 川田將雅 | 7    | 15   | 6    | 1:59.2   | 解密精英            |
| 1/11/2015  | 日本     | 東京 | 草2000 | GI   | 秋季天皇賞       | 58   | 菱田裕二 | 7    | 18   | 12   | 1:59.2   | 朗日清天            |
| 29/11/2015 | 日本     | 東京 | 草2400 | GI   | 日本盃           | 57   | 莫雅     | 6    | 18   | 2    | 2:24.7   | 湘南魔瓶            |
| 27/12/2015 | 日本     | 中山 | 草2500 | GI   | 有馬紀念         | 57   | 菱田裕二 | 3    | 16   | 12   | 2:33.6   | 黃金伶人            |
| 28/2/2016  | 日本     | 中山 | 草1800 | GII  | 中山紀念         | 56   | 貝利     | 7    | 11   | 6    | 1:46.4   | 大鳴大放            |
| 26/3/2016  | 阿聯酋   | 美丹 | 草2410 | GI   | 杜拜司馬經典賽   | 57   | 莫雷拉   | 1    | 9    | 3    | 記錄缺失 | 容後再決            |
| 26/6/2016  | 日本     | 阪神 | 草2200 | GI   | 寶塚紀念         | 58   | 川田將雅 | 6    | 17   | 7    | 2:13.8   | 勝之石              |
| 10/10/2016 | 日本     | 京都 | 草2400 | GII  | 京都大賞典       | 56   | 川田將雅 | 4    | 10   | 7    | 2:26.1   | 北部玄駒            |
| 27/11/2016 | 日本     | 東京 | 草2400 | GI   | 日本盃           | 57   | 川田將雅 | 6    | 17   | 10   | 2:26.9   | 北部玄駒            |
| 22/1/2017  | 日本     | 中京 | 泥1800 | GII  | 東海錦標         | 56   | 石橋脩   | 6    | 16   | 9    | 1:53.8   | Glanzend            |
| 20/5/2017  | 日本     | 京都 | 泥1900 | GIII | 平安錦標         | 57   | 四位洋文 | 13   | 16   | 8    | 1:57.0   | Great Pearl         |
| 3/6/2017   | 日本     | 阪神 | 草2000 | GIII | 鳴尾紀念         | 56   | 四位洋文 | 1    | 10   | 8    | 2:00.1   | Stay in Seattle     |
| 3/9/2017   | 日本     | 新潟 | 草2000 | GIII | 新潟記念         | 57.5 | 田邊裕信 | 14   | 17   | 16   | 1:59.0   | 猛力進攻            |
| 9/10/2017  | 日本     | 京都 | 草2400 | GII  | 京都大賞典       | 56   | 濱中俊   | 10   | 15   | 6    | 2:23.5   | 醒目層次            |
| 26/11/2017 | 日本     | 東京 | 草2400 | GI   | 日本盃           | 57   | 戶崎圭太 | 17   | 17   | 14   | 2:25.3   | 高尚駿逸            |

## 退役後
退役後，最後震撼並未配種，而是於北海道苫小牧市北方馬匹公園休養，在2018年作為乘騎馬使用。

## 血統簡介
父系大震撼爲日本賽駒，爲日本賽馬史上第二匹無敗三冠馬，生涯出戰十四場賽事僅得兩場未能勝出，退役後配種成績亦極爲優秀。祖父週日寧靜是美國三冠賽雙冠馬，退役後在日本配種，在日本馬壇相當成功，贏得多項分級賽事，其子嗣贏得巨額獎金。
母系Superior Pearl為日本馬匹，生涯未有出賽記錄。外祖父Timber Country爲美國賽駒，曾勝出美國三冠大賽尾關必利時錦標。

### 血統表
| 父線：週日寧靜系（Halo系）                  |                               |                  |                 |
| 種馬 大震撼 2002年（棗色）                  | 週日寧靜 1986年（棕色）       | Halo             | Hail to Reason  |
| 種馬 大震撼 2002年（棗色）                  | 週日寧靜 1986年（棕色）       | Halo             | Cosmah          |
| 種馬 大震撼 2002年（棗色）                  | 週日寧靜 1986年（棕色）       | Wishing Well     | Understanding   |
| 種馬 大震撼 2002年（棗色）                  | 週日寧靜 1986年（棕色）       | Wishing Well     | Mountain Flower |
| 種馬 大震撼 2002年（棗色）                  | 風中秀髮 1991年（棗色）       | Alzao            | 利法爾          |
| 種馬 大震撼 2002年（棗色）                  | 風中秀髮 1991年（棗色）       | Alzao            | Lady Rebecca    |
| 種馬 大震撼 2002年（棗色）                  | 風中秀髮 1991年（棗色）       | Burghclere       | Busted          |
| 種馬 大震撼 2002年（棗色）                  | 風中秀髮 1991年（棗色）       | Burghclere       | Highclere       |
| 繁殖雌馬 Superior Pearl 1998年（棗色）      | Timber Country 1992年（栗色） | 木人             | 淘金者          |
| 繁殖雌馬 Superior Pearl 1998年（棗色）      | Timber Country 1992年（栗色） | 木人             | Playmate        |
| 繁殖雌馬 Superior Pearl 1998年（棗色）      | Timber Country 1992年（栗色） | Fall Aspen       | Pretense        |
| 繁殖雌馬 Superior Pearl 1998年（棗色）      | Timber Country 1992年（栗色） | Fall Aspen       | Change Water    |
| 繁殖雌馬 Superior Pearl 1998年（棗色）      | Pacificus 1981年（棗色）      | 北地舞人         | 新北區          |
| 繁殖雌馬 Superior Pearl 1998年（棗色）      | Pacificus 1981年（棗色）      | 北地舞人         | Naltama         |
| 繁殖雌馬 Superior Pearl 1998年（棗色）      | Pacificus 1981年（棗色）      | Pacific Princess | Damascus        |
| 繁殖雌馬 Superior Pearl 1998年（棗色）      | Pacificus 1981年（棗色）      | Pacific Princess | Fiji            |
| 雌系：Pacific Princess系（號族：13-a）      |                               |                  |                 |
| 五代內近親交配：北地舞人 5×3、Almahmoud 5×5 |                               |                  |                 |

## 命名由來
名字中，Last（ラスト）即是「最後」，Impact（インパクト）則繼承自父系大震撼之名字，香港結合兩方面意思，採用「最後震撼」作為翻譯。

## 外部連結
- 最後震撼 netkeiba.com （页面存档备份，存于）
- 血統表 （页面存档备份，存于）